# モノプレニルイソフラボンエポキシダーゼ
モノプレニルイソフラボンエポキシダーゼ（monoprenyl isoflavone epoxidase）は、次の化学反応を触媒する酸化還元酵素である。
7-O-メチルルテオン + NADPH + H+ + O2 {\displaystyle \rightleftharpoons } ジヒドロフラノ誘導体 + NADP+ + H2O
この酵素の基質は7-O-メチルルテオン、NADPH、H+とO2で、生成物はジヒドロフラノ誘導体、NADP+とH2Oである。
この酵素は酸化還元酵素に属し、基質に特異的に作用する。酸素は酸化剤として還元されると同時に基質に取り込まれる。組織名は7-O-methylluteone,NADPH:O2 oxidoreductaseで、別名にmonoprenyl isoflavone monooxygenase、7-O-methylluteone:O2 oxidoreductaseがある。